# GMG gránátvető
Az GMG gránátvetőt a német Heckler & Koch vállalat fejlesztette ki az amerikai MK19 alternatívájaként. A 40 milliméteres automata fegyver géppuskához hasonló módon, nagy tűzgyorsasággal robbanó lövedékeket lő ki - akár másfél-két kilométeres távolságra is. A GMW és GraMaWa néven is ismert fegyver 40x53 mm-es NATO-szabványú gránátot tüzel. Elméleti tűzgyorsasága mintegy 340 lövés percenként, ami a gyakorlatban (újratöltés idejét is figyelembe véve) körülbelül percenkénti  60 lövést jelent. Az GMG-t jelenleg több mint 19 haderő alkalmazza világszerte.

Az állvány nélkül 29 kg tömegű fegyver gyalogosan is szállítható, de többnyire inkább harcjárművek fegyverzetének részeként alkalmazzák. A legtöbb távirányított fegyverrendszer (RCWS), amely képes 12,7 mm-es géppuskákat kezelni, az GMG-t is alkalmazni tudja. A fegyver M430A1 High Explosive Dual Purpose gránáttípussal képes 75 milliméternyi homogén acélpáncélt (RHA) átütni és a robbanás 15 méteres sugarán belül harcképtelenné tesz minden fedezéken kívüli ellenséges katonát. A gránátvető hatásos lőtávolság pont célra 1500 méter, terület célra 2000 méter.

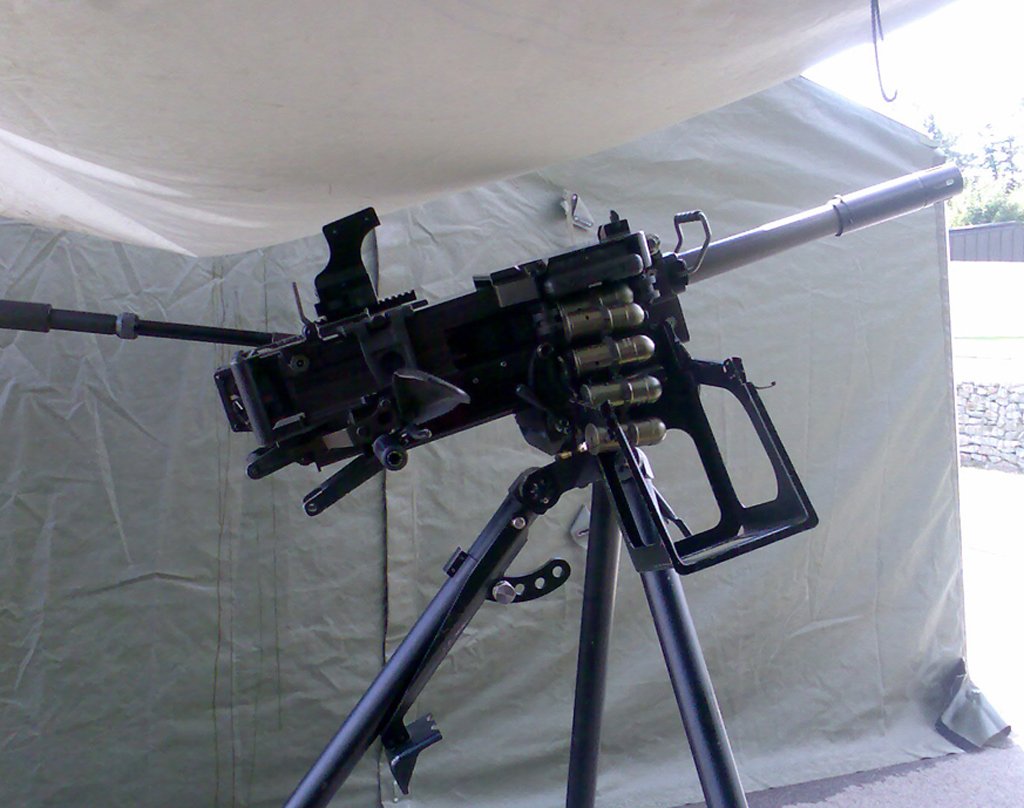
H&K GMG
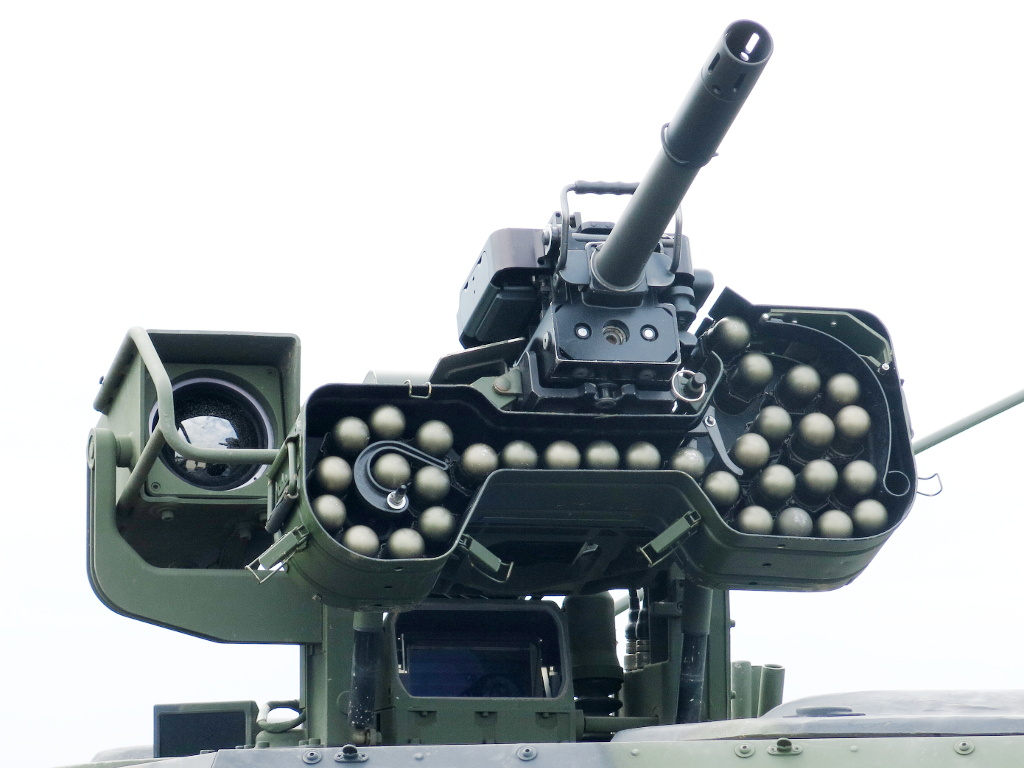
A Fennek harcjármű GMG-je felnyitott lőszertárolóval
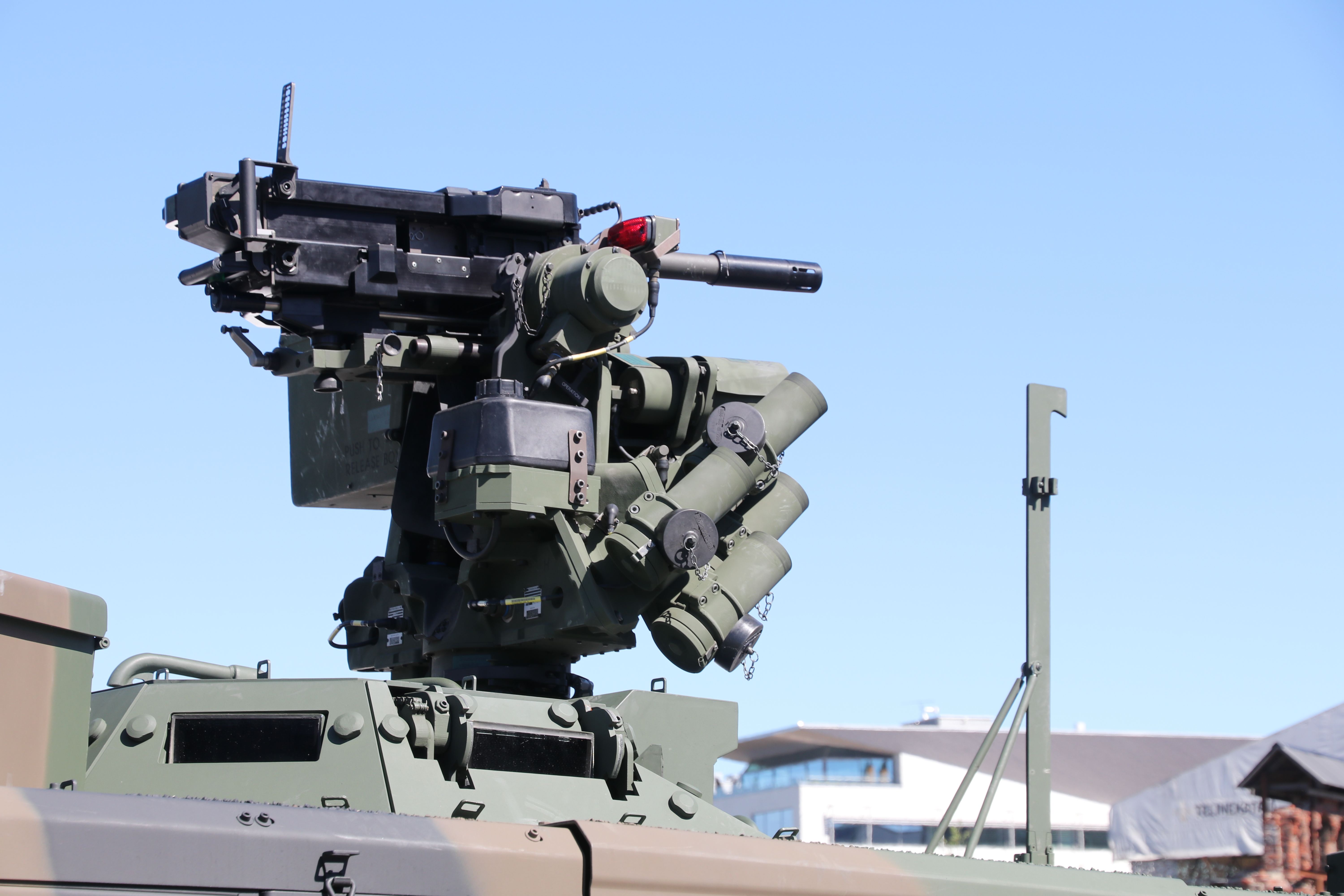
GMG egy Protector távirányított fegyverrendszerre felszerelve
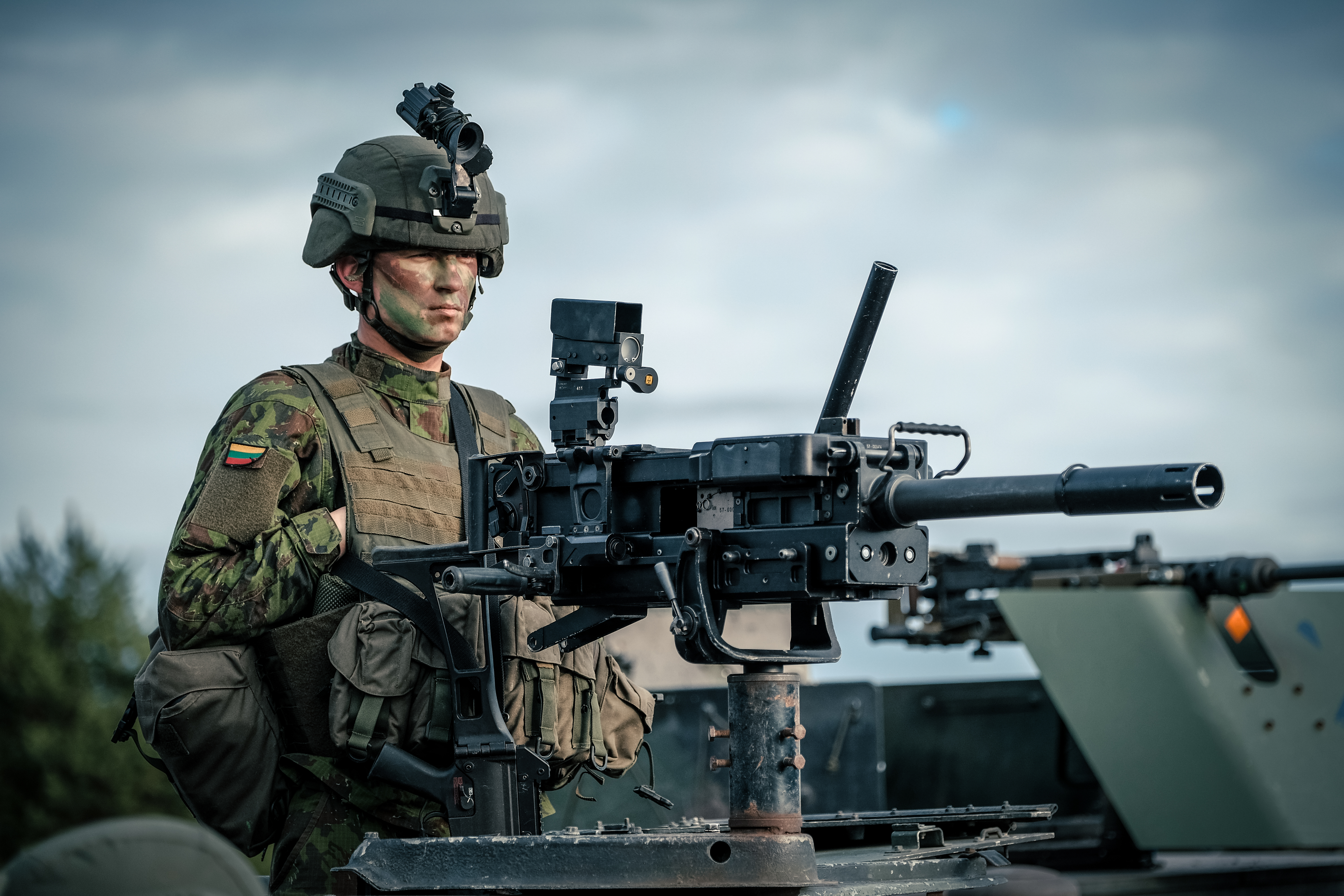
GMG litván szolgálatban